# Psychotria bayombongensis
Psychotria bayombongensis är en måreväxtart som beskrevs av Seymour Hans Sohmer och Aaron Paul Davis. Psychotria bayombongensis ingår i släktet Psychotria och familjen måreväxter. Inga underarter finns listade i Catalogue of Life.